# 渡嘉敷通寛
渡嘉敷 親雲上 通寛（とかしき ウェーカタ つうかん、乾隆59年（1794年） - 道光29年（1849年））は琉球国第二尚氏王統の人。医師で本草学者。首里出身。幼名は眞三郎（まさんらー）。唐名は呂 継続（りょ けいぞく)。
呂氏諸見里通治と真蒲戸（まかまと）の長男として首里大中で生まれた。14歳で元服し、22歳で父の跡を継ぎ、親雲上（ぺーちん）位に叙せられた。1817年（嘉慶22年）に23歳で清へ渡り、北京太医院で中国の食医学の権威である張垣に師事した。帰国後、下庫理（しちゃぐい）御番医者となったのを皮切りに1824年（道光4年）30歳で琉球王府の御医者相附となり、再び北京へ留学し（留学中に侍医に任ぜられる）、張水清に精神病の一種・積瘋の治療法を修得し王家の治療に尽くした。
1838年、渡嘉敷間切総地頭となり、諸見里姓より渡嘉敷姓へ変わる。41年、申口座に昇進。
渡嘉敷通寛が1832年に著した『御膳本草』は琉球食療法の重要な指導書である。この他現存していないが著書に『毒蛇の療法・養生の仕養』、『麻疹懐方』、『納殿御薬種製法記』や、『＜全疱且疱療＞和解』があった。
彼が『琉球百問』中の呂鳳儀であるともいわれている。